# Dilophus vittatus
Dilophus vittatus är en tvåvingeart som beskrevs av Philippi 1865. Dilophus vittatus ingår i släktet Dilophus och familjen hårmyggor. Inga underarter finns listade i Catalogue of Life.